# NGC 7438
NGC 7438 ist ein Asterismus im Sternbild Lacerta.
Der Asterismus wurde am 8. November 1831 von dem Astronomen John Herschel entdeckt.